# Natenom
Natenom, bürgerlich Andreas Mandalka (* 1980 oder 1981; † 30. Januar 2024 bei Neuhausen), war ein deutscher Fahrradaktivist und Blogger.

## Leben

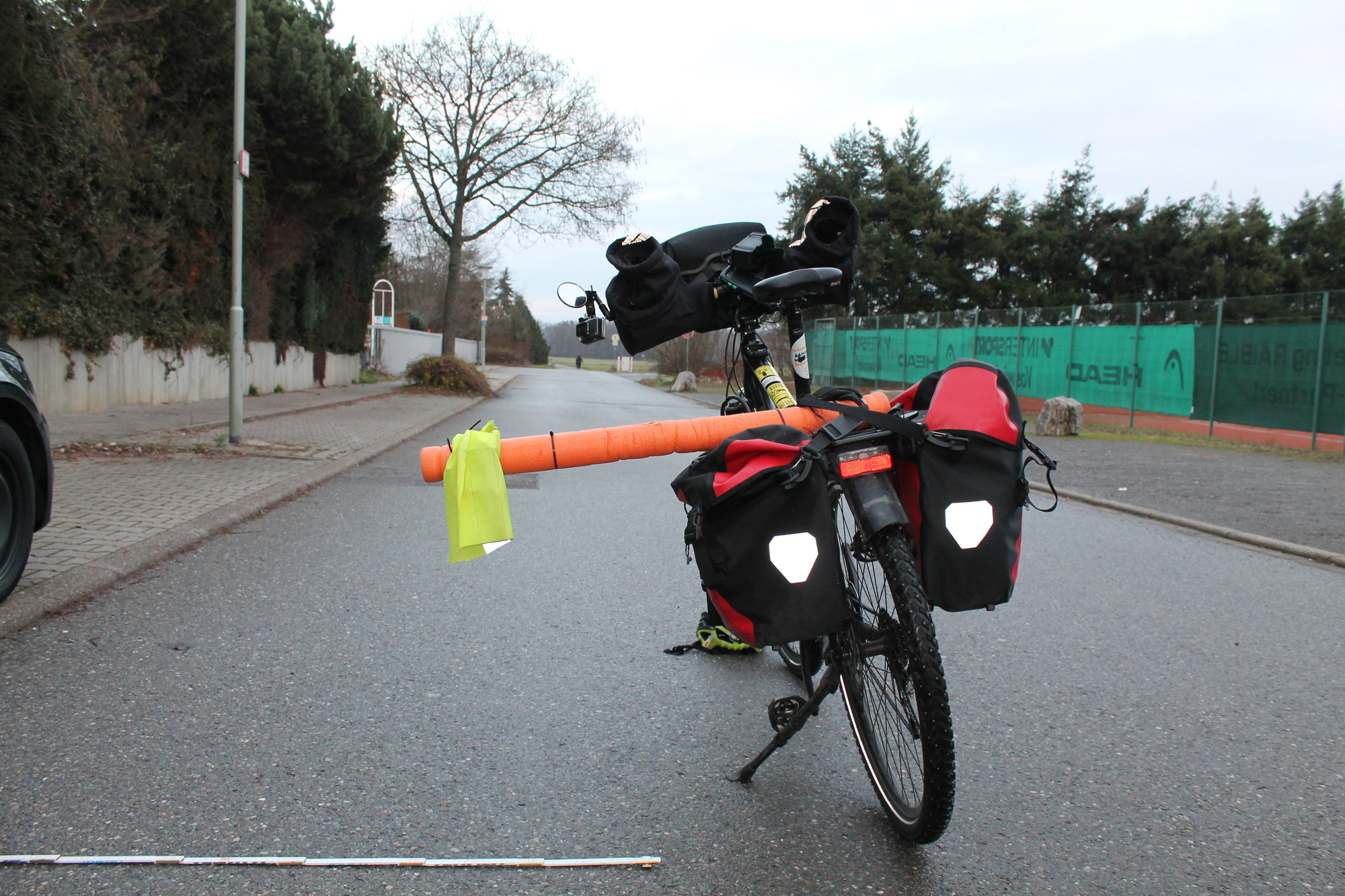
Mandalkas Fahrrad, ausgerüstet mit einer Schwimmnudel als Abstandshalter (2020)

Andreas Mandalka berichtete ab 2011 auf seinem Blog als Natenom und in sozialen Medien neben Themen wie Fotografieren und Linux über die Gefährdung von Radfahrern durch Kraftfahrer, insbesondere in der Region um die Stadt Pforzheim. Er fuhr nach eigenen Angaben oft zwischen 50 und 80 km am Tag. Schwerpunkt seiner Berichte waren nicht abgesicherte Fahrradwege, zu geringe Abstände von Kraftfahrzeugen beim Überholen von Radfahrern sowie die Untätigkeit von Behörden und die fehlende Strafverfolgung beim Melden entsprechender Verstöße.
Zahlreiche Anzeigen bei dokumentierten Verstößen gegen die Straßenverkehrsordnung seien nicht verfolgt worden. Kern der Auseinandersetzung mit der Polizei war, dass sie nicht seiner Auffassung folgte, dass regelmäßige Kontrollen zur Sicherheit von Radfahrern beitragen würden. Ein Interview dazu hatten der Verkehrsclub ADFC und Die Zeit veröffentlicht.

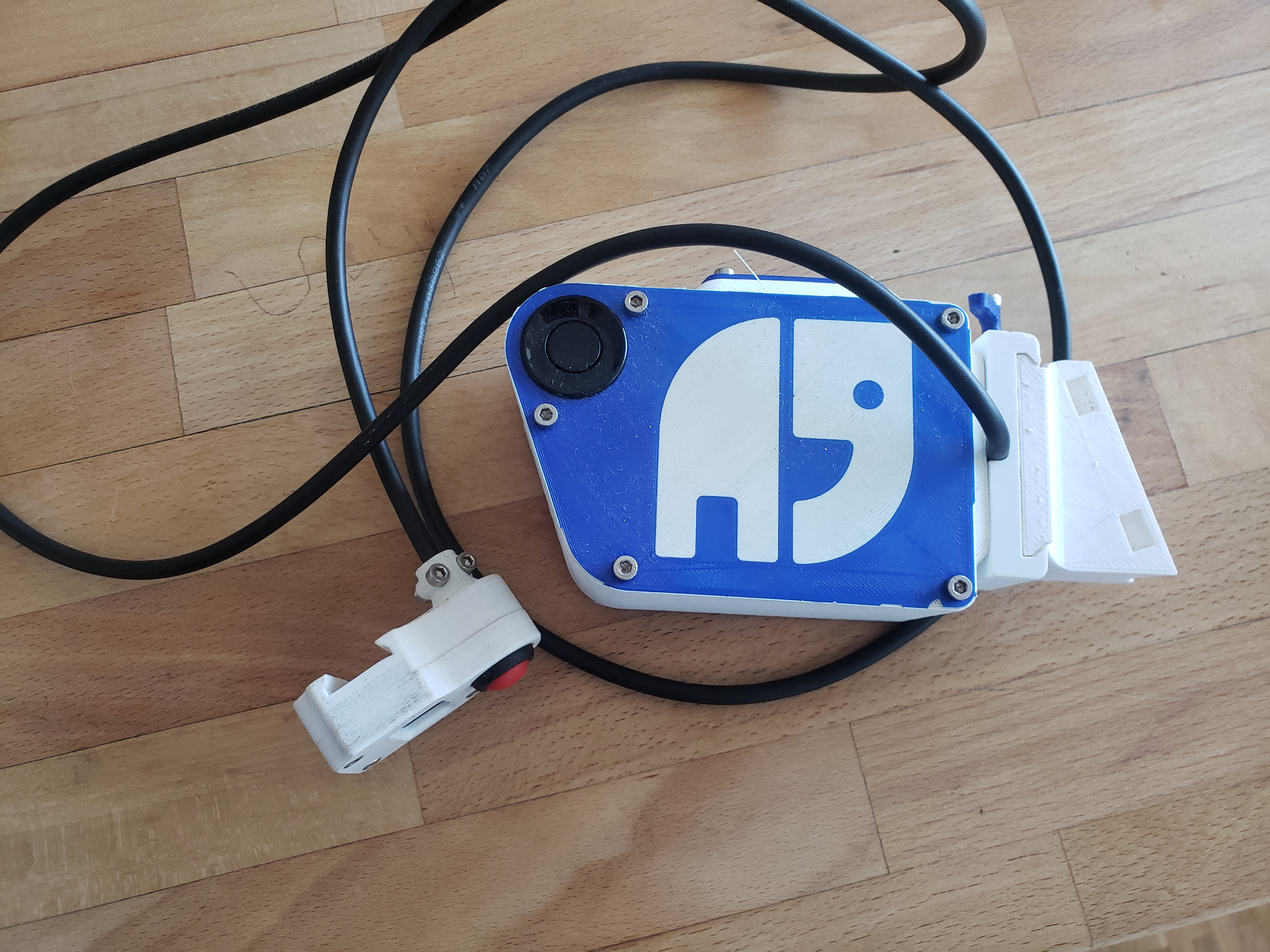
Mandalkas OpenBikeSensor (2024)

Mandalka beteiligte sich als Tester an der Entwicklung des OpenBikeSensor, der mit dem Deutschen Fahrradpreis ausgezeichnet wurde und in 30 Städten in Deutschland im Einsatz ist; das Gerät misst die Abstände von Radfahrern zu Kraftfahrzeugen und kann sie mit Geoposition dokumentieren.
Bekanntheit erlangte Mandalka als Aktivist durch seine Videos, auf denen er die riskanten Überholmanöver der Autofahrer dokumentierte und sie in den sozialen Medien veröffentlichte.

## Unfalltod
Mandalka wurde am Abend des 30. Januar 2024 bei einem Verkehrsunfall auf der Landesstraße L 574 bei Neuhausen getötet. Ein 77-Jähriger hatte bei Dunkelheit und Nässe mit seinem Auto den radfahrenden Mandalka, der zum Unfallzeitpunkt Helm und Warnweste trug, von hinten angefahren. Mandalka starb noch am Unfallort. Er wurde 43 Jahre alt.
Gegen den Autofahrer leitete die Zweigstelle Pforzheim der Staatsanwaltschaft Karlsruhe – wie bei tödlichen Verkehrsunfällen üblich – ein Ermittlungsverfahren wegen des Anfangsverdachts der fahrlässigen Tötung ein. Im Oktober 2024 wurde ein Strafbefehl gegen ihn erlassen, der ein Fahrverbot von zwei Monaten und die Zahlung einer Geldstrafe von 150 Tagessätzen vorsah. Der Autofahrer legte dagegen zunächst Einspruch ein, zog diesen aber vor Ablauf der Frist zurück, wodurch die Verurteilung rechtskräftig wurde.
Auf dem Streckenabschnitt des Unfallortes gilt die auf Landstraßen zulässige Höchstgeschwindigkeit von 100 km/h. Allerdings darf gemäß Straßenverkehrsordnung unter Einbezug der Fähigkeiten des Fahrers und der Sichtverhältnisse nur so schnell gefahren werden, dass innerhalb der übersehbaren Strecke gehalten werden kann und keine anderen Verkehrsteilnehmer gefährdet werden. In seinem Blog hatte Mandalka über Jahre hinweg die Gefährlichkeit der Landesstraße dokumentiert.

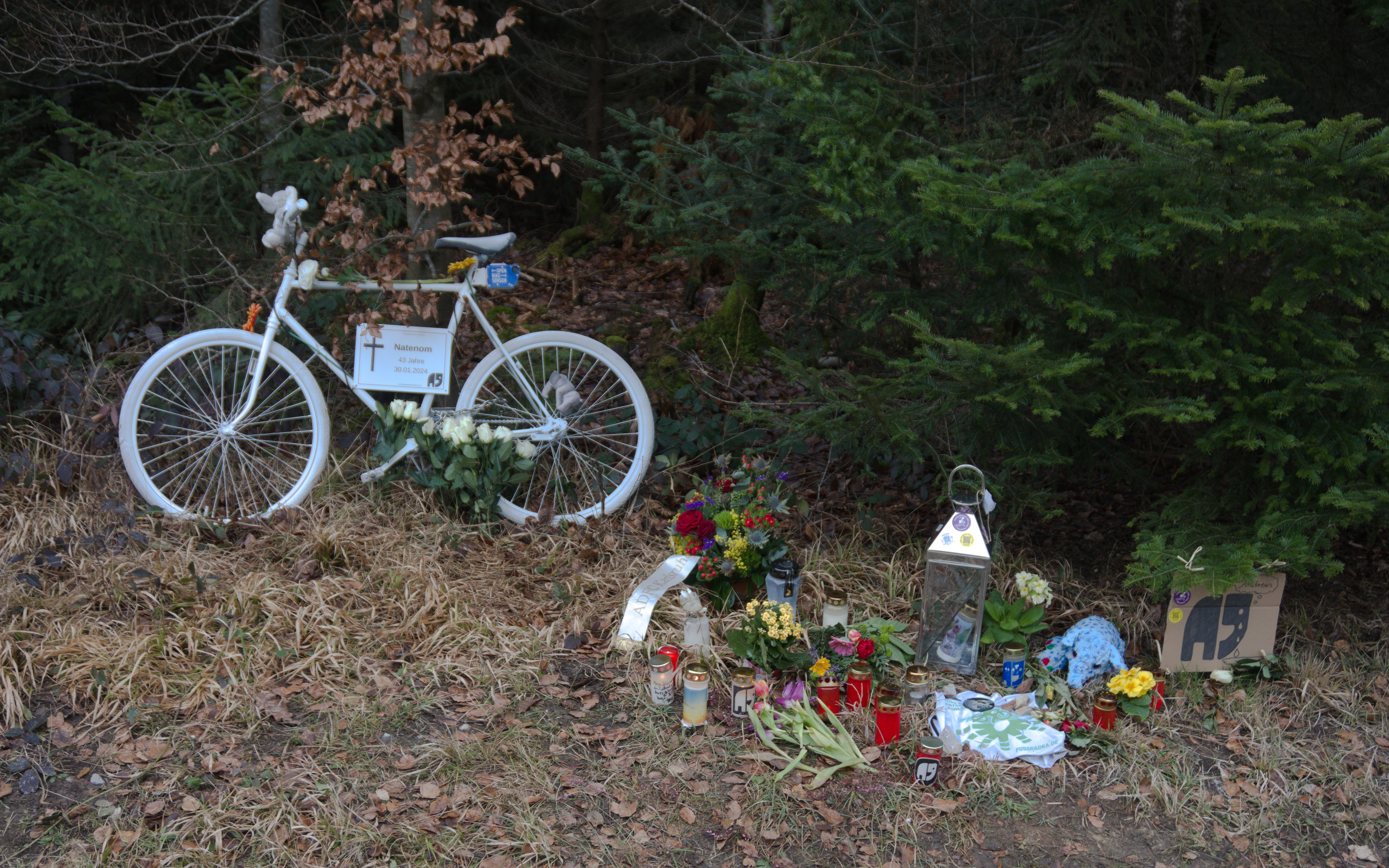
Geisterrad, Trauerkerzen und Blumen für Mandalka an der L 574 bei Schellbronn

### Reaktionen
Mandalkas Tod erfuhr bundesweite Resonanz. Der baden-württembergische Verkehrsminister Winfried Hermann bezeichnete diesen Unfalltod als „bittere[n] Anlass und zugleich Anstoß, mit verstärktem Engagement die Sicherheit des Radverkehrs zu verbessern“. Hermann schrieb Mandalka zu, dass sein Einsatz zur gesetzlichen Festlegung des Überholabstandes zu Radfahrenden in der Novelle der Straßenverkehrsordnung von 2020 beigetragen habe. Fahrradaktivisten in verschiedenen Orten Deutschlands organisierten Trauer- und Gedenkfahrten, überwiegend in Form einer stillen Critical Mass.
Am 11. Februar 2024 wurde in Pforzheim eine Kundgebung vor der örtlichen Staatsanwaltschaft abgehalten mit einer anschließenden Gedenkfahrt zur Unfallstelle, an der rund 500 Radfahrende teilnahmen. Zugleich fanden deutschlandweit Gedenkfahrten mit einer gemeinsam gestreamten Schweigeminute statt. Es gab außerdem eine Online-Demonstration in der App Critical Maps. Dort teilten Fahrradfahrer aus der ganzen Welt ihren Standort, obwohl sie zu diesem Zeitpunkt nicht Teilnehmer einer Critical-Mass-Veranstaltung waren.
Anlässlich seines Todes wurde auf Wunsch Mandalkas ein Geisterrad mit seinem Namen an der Unfallstelle (48° 48′ 34″ N, 8° 45′ 8″ O) aufgestellt. Die Gedenkstätte wurde in der Nacht nach ihrer Einrichtung verwüstet; die Polizei leitete Ermittlungen wegen Störung der Totenruhe ein.
An einer Gedenkfahrt für Natenom in und um Pforzheim am 2. Februar 2025 aus Anlass des ersten Jahrestags seines Todes nahmen über 300 Personen teil.